# Stenus odius
Stenus odius är en skalbaggsart som beskrevs av Richard Eliot Blackwelder. Stenus odius ingår i släktet Stenus och familjen kortvingar. Inga underarter finns listade i Catalogue of Life.